# Acromitus maculosus
Acromitus maculosus är en manetart som beskrevs av S.F. Light 1914. Acromitus maculosus ingår i släktet Acromitus och familjen Catostylidae. Inga underarter finns listade i Catalogue of Life.